# Burg Ropperhausen
Die Burg Ropperhausen ist die Ruine einer mittelalterlichen Spornburg auf einer felsigen Geländekante im Nordosten von Großropperhausen, einem Ortsteil der Gemeinde Frielendorf im Schwalm-Eder-Kreis in Nordhessen.

## Geschichte
Die Burg wurde wahrscheinlich von den Herren von Heimbach über dem Nordufer des Ohebachs erbaut, die im 13. Jahrhundert außer ihrem Stammsitz auf der Heimburg bei Heimbach eine Zeit lang auch Burg und Gericht Ropperhausen in Besitz hatten. Wie und von wem sie Ropperhausen erwarben, ist nicht bekannt. Möglicherweise kommen auch die Herren von Gilsa als Erbauer in Betracht, die im Jahre 1232 als Grundbesitzer in „Raporgehusen“ urkundlich erwähnt werden; allerdings sind sie erst ab 1354 als Besitzer des Heimbachschen Teils von Gericht und Dorfschaft Ropperhausen bekundet, als Werner von Gilsa von Ludwig von Heimbach dessen Anteil am Gericht Ropperhausen und den zugehörigen Dorfschaften kaufte. Bis 1699 waren die von Gilsa Herren von Burg und Gericht Ropperhausen.
Die Brüder Philipp Wilhelm und Georg Christoph von Gilsa verkauften im Jahre 1699 drei Viertel von Burg und Gericht Ropperhausen an Hans Ludwig (II.) von Baumbach (1664–1734), und im Jahre 1719 erwarb dieser auch das restliche Viertel von Johann Ludwig von Gilsa. In den Jahren von 1711 bis 1724 erneuerte und befestigte Baumbach die im Südosten des Dorfs gelegenen Hofgutanlagen. (Das dortige Herrenhaus, Schloss Großropperhausen, wurde 1832 fertiggestellt.) Die alte Burg wurde nicht mehr genutzt, sondern teilweise abgebrochen, und verfiel allmählich.

## Heutiger Zustand
Von der einstigen Burg sind heute noch ein Teil des Wohnturms und Teile der Umfassungsmauer erhalten, auch der Halsgraben im Osten ist noch erkennbar. Die Burgruine ist frei zugänglich.